# Die, le châtiment
Pour les articles homonymes, voir Die.
Pour plus de détails, voir Fiche technique et Distribution.
Die, le châtiment, ou Six au Québec (Die) est un film canadien réalisé par Dominic James en 2010.

## Synopsis
Six inconnus se réveillent prisonniers d'étranges cellules vitrées au sous-sol d'un immeuble. Un mystérieux bourreau leur propose alors de laisser le hasard décider de la suite de leur captivité. Que font-ils là ? Survivront-ils ? À eux de lancer les dés pour le découvrir…

## Fiche technique
- Titres français : Die, le châtiment ( France) et Six ( Québec)
- Titre original : Die
- Réalisation : Dominic James
- Scénario : Domenico Salvaggio
- Décors : Martin Tessier et Elisabeth Williams
- Photographie : Nicolas Bolduc et Giulio Pietromarchi
- Montage : Sacha Sojic
- Production : Don Carmody, Valérie d'Auteuil, Pierfrancesco Fiorenza, Andrea Marotti, André Rouleau, Alessandro Verdecchi, Lorenzo Von Lorch
- Pays d'origine : Canada, Italie
- Format : Couleurs - 35 mm - 1,85:1 - Dolby Digital
- Date de sortie au cinéma : 
  - 2010 ( France)
  - 22 juillet 2011 ( Québec)[1]
- Date de sortie en DVD :
  - 4 janvier 2012 ( France)
  - 7 février 2012 ( Québec)
- Film interdit aux moins de 12 ans

## Distribution
Légende : Version Française = VF ; Version Québécoise = VQ
- Elias Koteas (VF : Julien Kramer ; VQ : Manuel Tadros) : Mark Murdock
- Emily Hampshire (VF : Valérie Siclay ; VQ : Kim Jalabert) : Lisa Meridian
- John Pyper-Ferguson (VF : Laurent Morteau ; VQ : Patrice Dubois) : Jacob Odessa
- Caterina Murino (VF : elle-même ; VQ : Mélanie Laberge) : Sofia Valenti
- Patricia McKenzie (VF : Armelle Gallaud ; VQ : Marika Lhoumeau) : Diane Robinson
- Karl Pruner (VF : Gabriel Le Doze ; VQ : Jacques Lavallée) : Zach Emmett
- Katie Boland (VF : Cécile D'Orlando ; VQ : Romy Kraushaar-Hébert) : Melody Chambers
- Fabio Fulco (VF : Axel Kiener ; VQ : Daniel Picard) : Robert Moretti
- Simone-Élise Girard (VQ : Pascale Montreuil) : Claire
- Bill Croft : Deakins
- Chip Chuipka : William
- Frank Schorpion : Chef Wesley
- Peter Miller (VQ : Martin Watier) : Tom
- Larry Day : L'enquêteur
- Alexander Bisping : Le pathologiste
- Ruth Chiang : L'infirmière